# Улица Симе Игуманова (Београд)
| Улица · СИМЕ ИГУМАНОВА | Улица · СИМЕ ИГУМАНОВА |
| ---------------------- | ---------------------- |
|                        |                        |
| Општина                | Врачар                 |
| Почетак                | Максима Горког         |
| Крај                   | Устаничка              |
| Дужина                 | 700 m                  |
| Названа                | 2004                   |
|                        |                        |
|                        |                        |

Улица Симе Игуманова налази се на Врачару. Протеже се од Максима Горког 54, поред Јужног булевара, до Устаничке улице.

## Име улице
Улица је добила име по Сими Андрејевићу-Игуманову, трговцу и задужбинару. Игуманов је одрастао и школовао се у Манастиру св. Марка код Призрена, где је његов брат Аксентије био игуман, по чему је и добио надимак Игуманов. Живео је и радио у Цариграду, Одеси и Кијеву, где је трговао дуваном. Из тих места је често слао значајне прилоге у свој родни крај, као и свете књиге, путире, одежде и све што је било потребно за богослужење. Желећи да побољша образовање у Призрену, помогао је оснивање Богословско-учитељске школе 1872. године, која је касније прерасла у Призренску богословију.